# José Manuel Sempere
José Manuel Sempere Macià (Torrellano, 15 febbraio 1958) è un ex calciatore spagnolo, di ruolo portiere.

## Carriera

### Club
Ha giocato nella prima divisione spagnola.

### Nazionale
Ha partecipato come portiere di riserva ai Mondiali Under-20 del 1977, senza mai scendere in campo nel torneo.

## Palmarès

### Club

#### Competizioni nazionali
- Segunda División: 1

Valencia: 1986-1987

#### Competizioni internazionali
- Supercoppa UEFA: 1

Valencia: 1980